# قيثارات البحر

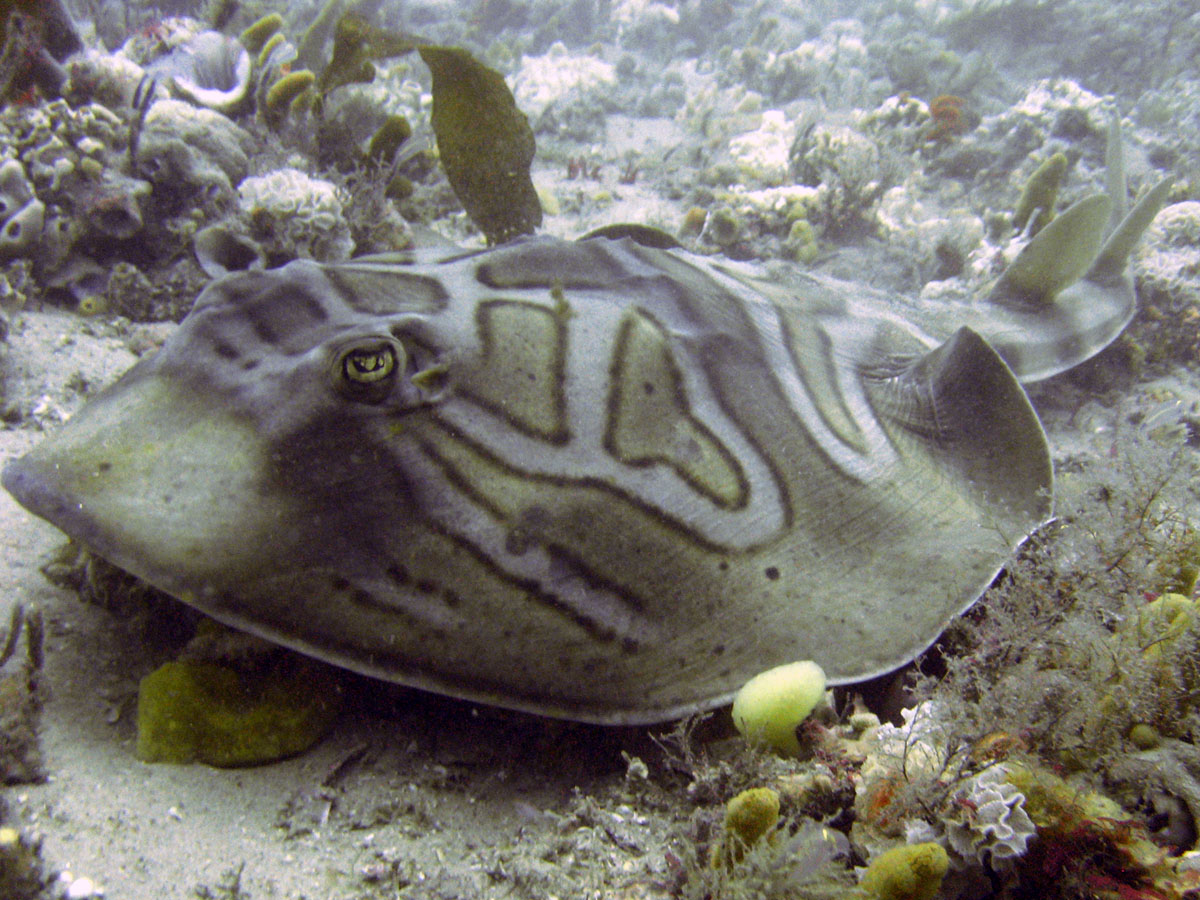
سمكة من جنس Trygonorrhina

قِيْثارَات البَحْر في الإنجليزية Guitarfishes والاسم العلمي Rhinobatidae وهي اشلاق تشبه الشفنين البحري.
قيثارات البحر ذوات أجسام طويلة مفلطحة، تعيش هذه الفصيلة من الأسماك في مياه المناطق الشبه الاستوائية والاستوائية والمعتدلة. وعادة ما توجد في مجاميع.

## الوصف
لقيثارات البحر شكل بين القروش والشفانين البحرية، ذيولها مطابقة في الشكل لذيول القروش. ولانواع كثيرة من قيثارات البحر رأس مثلث أو قيثاري الشكل، على عكس الشفانين البحرية ذوات الرؤوس الدائرية الناشئة من اندماج الزِعنفة الصدرية.

## التصنيف
وضع تصنيف نلسن لاسماك العالم لسنة 2006 (Nelson's 2006 Fishes of the World) قيثارات البحر في أربعة اجناس هي:
- Aptychotrema
- Rhinobatos
- Trygonorrhina
- Zapteryx

اما عن الاجناس الأخرى التي كانت في قيثارات البحر مثل Platyrhinoidis وRhina فقد وضعت في فصائلها الخاصة وقد تم فصل جنس ال Glaucostegus عن جنس ال Rhinobatos قبل وقت قريب. أما عن جنس ال Tarsistes فوضعه ملتبس.
وفيما يلي تصنيف الانواع الموجودة في الاجناس السابقة الذكر:
- Genus Aptychotrema Norman, 1926
  - Aptychotrema bougainvillii (جوهانس مولر & Henle, 1841) (Short-snouted shovelnose ray)
  - Aptychotrema rostrata (جورج شو، 1794) (Eastern shovelnose ray)
  - Aptychotrema timorensis Last, 2004 (Spotted shovelnose ray)
  - Aptychotrema vincentiana (Haacke, 1885) (Western shovelnose ray)
- Genus Glaucostegus تشارلز لوسين بونابرت، 1846
  - Glaucostegus granulatus جورج كوفييه، 1829 (Granulated guitarfish)
  - حلاوي (Forsskål, 1775) (Halavi ray) الحلاويّ
  - Glaucostegus typus Anonymous referred to إدوارد تورنر بينيت, 1830 (Giant shovelnose ray)
- Genus غنباط H. F. Linck, 1790
  - Rhinobatos albomaculatus Norman, 1930 (White-spotted guitarfish)
  - Rhinobatos annandalei Norman, 1926 (Annandale's guitarfish)
  - Rhinobatos annulatus جوهانس مولر & Henle, 1841 (Lesser sandshark)
  - Rhinobatos blochii جوهانس مولر & Henle, 1841 (Bluntnose guitarfish)
  - Rhinobatos cemiculus É. Geoffroy Saint-Hilaire, 1817 (Blackchin guitarfish)
  - Rhinobatos formosensis Norman, 1926 (Taiwan guitarfish)
  - Rhinobatos glaucostigma دايفيد جوردن & تشارلز هنري غيلبرت، 1883 (Speckled guitarfish)
  - Rhinobatos holcorhynchus Norman, 1922 (Slender guitarfish)
  - Rhinobatos horkelii جوهانس مولر & Henle, 1841 (Brazilian guitarfish)
  - Rhinobatos hynnicephalus جون ريتشاردسون (عالم), 1846 (Ringstreaked guitarfish)
  - Rhinobatos irvinei Norman, 1931 (Spineback guitarfish)
  - Rhinobatos jimbaranensis Last، W. T. White & Fahmi, 2006 (Jimbaran shovelnose ray)[6]
  - Rhinobatos lentiginosus Garman, 1880 (Atlantic guitarfish)
  - Rhinobatos leucorhynchus Günther, 1867 (Whitesnout guitarfish)
  - Rhinobatos leucospilus Norman, 1926 (Grayspotted guitarfish)
  - Rhinobatos lionotus Norman, 1926 (Smoothback guitarfish)
  - Rhinobatos microphthalmus Teng, 1959 (Smalleyed guitarfish)
  - Rhinobatos nudidorsalis Last، Compagno & ناکايا کازوھيرو  [لغات أخرى]‏, 2004 (Bareback shovelnose ray)[7]
  - Rhinobatos obtusus جوهانس مولر & Henle, 1841 (Widenose guitarfish)
  - Rhinobatos ocellatus Norman, 1926 (Speckled guitarfish)
  - Rhinobatos penggali Last، W. T. White & Fahmi, 2006 (Indonesian shovelnose ray)[6]
  - Rhinobatos percellens (Walbaum, 1792) (Chola guitarfish)
  - Rhinobatos petiti Chabanaud, 1929 (Madagascar guitarfish)
  - Rhinobatos planiceps Garman, 1880 (Pacific guitarfish)
  - Rhinobatos prahli Acero P & Franke, 1995 (Gorgona guitarfish)
  - Rhinobatos productus ويليام أورفيل أيريس، 1854 (Shovelnose guitarfish)
  - Rhinobatos punctifer Compagno & جون إرنست راندال، 1987 (Spotted guitarfish)
  - سمكة السلفوح (كارولوس لينيوس، 1758) (Common guitarfish)
  - Rhinobatos sainsburyi Last, 2004 (Goldeneye shovelnose ray)
  - Rhinobatos salalah جون إرنست راندال & Compagno, 1995 (Salalah guitarfish)
  - Rhinobatos schlegelii جوهانس مولر & Henle, 1841 (Brown guitarfish)
  - Rhinobatos spinosus Günther, 1870 (Spiny guitarfish)
  - Rhinobatos thouin (Anonymous, referred to Lacépède, 1798) (Clubnose guitarfish)
  - Rhinobatos thouiniana (جورج شو، 1804) (Shaw's shovelnose guitarfish)
  - Rhinobatos variegatus Nair & Lal Mohan, 1973 (Stripenose guitarfish)
  - Rhinobatos zanzibarensis Norman, 1926 (Zanzibar guitarfish)
- Genus Tarsistes دايفيد جوردن، 1919
  - Tarsistes philippii دايفيد جوردن، 1919
- Genus Trygonorrhina جوهانس مولر & Henle, 1838
  - Trygonorrhina fasciata جوهانس مولر & Henle, 1841 (Southern fiddler ray)
  - Trygonorrhina melaleuca T. Scott, 1954 (Magpie fiddler ray)
- Genus Zapteryx دايفيد جوردن & تشارلز هنري غيلبرت، 1880
  - Zapteryx brevirostris (جوهانس مولر & Henle, 1841) (Lesser guitarfish)
  - Zapteryx exasperata (دايفيد جوردن & تشارلز هنري غيلبرت، 1880) (Banded guitarfish)
  - Zapteryx xyster دايفيد جوردن & بارتون وارين إيفيرمان، 1896 (Southern banded guitarfish)

## للمزيد
- (ARKive - images and movies of the bowmouth guitarfish (Rhina ancylostoma نسخة محفوظة 10 أغسطس 2008 على موقع واي باك مشين.